# Karaya-gumi
A karaya-gumi (E416) egy élelmiszeripari adalékanyag, melyet az Ázsiában élő a Sterculiaceae családba tartozó növényekből, elsősorban a Sterculia urens-ből állítanak elő. A tragantmézgához nagy mértékben hasonló anyag.

## Tulajdonságok
A  karaya-gumi egy íztelen, szagtalan, viszkózus, vízben jól oldódó poliszacharid-keverék. Vízben oldva áttetsző gélt alkot.

## Felhasználása
- mivel nagyon jól megtartja a vizet, égési sérülések kezelésére alkalmazható
- élelmiszerek esetén sűrítőanyagként, stabilizátorként, valamint emulgeálószerként alkalmazzák E416 néven. Számos élelmiszerben megtalálható
- fogászatban is alkalmazzák

## Egészségügyi hatások
Napi maximum beviteli mennyisége nincs meghatározva, de igen nagy mennyiségben történő fogyasztás esetén puffadás léphet fel.

## Külső források
- http://www.food-info.net/uk/e/e416.htm